# Molnár Miklós (színművész)
Molnár Miklós (1936. március 16. –) magyar színész.

## Életpályája
Pályáját a szolnoki Szigligeti Színházban kezdte 1957-ben. 1965-től a győri Kisfaludy Színházhoz szerződött. 1972-től az Állami Déryné Színház illetve a jogutódok, 1978-tól a Népszínház, majd a Budapesti Kamaraszínház művésze volt. 1992-ben nyugdíjba vonult. A Szolnoki Irodalmi Kávéház létrehozója.

## Fontosabb színházi szerepei
- William Shakespeare
  - Hamlet... Laertes
  - Lear király... Oszvald
- Molière: A képzelt beteg... Cléante
- Friedrich Schiller
  - Ármány és szerelem... Von Kalb, udvarnagy
  - Stuart Mária... Mortimer
- George Bernard Shaw
  - Pygmalion... Freddy
  - Warrenné mestersége... Frank
- Szigligeti Ede: Liliomfi... Liliomfi
- Jókai Mór: Mire megvénülünk... Áronffy Loránd
- Móricz Zsigmond
  - Sári bíró... Jóska
  - Úri muri... Széplegény, munkás
- Heltai Jenő
  - A néma levente... Tiribi
  - Naftalin... Olcsvay
- Hunyady Sándor: Júliusi éjszaka... Herceg
- Jékely Zoltán: Mátyás király juhásza... Mátyás király
- Fejes Endre: Rozsdatemető... Kolish
- Csurka István: Házmestersirató... Polgár
- Szakonyi Károly: Adáshiba... Emberfi
- Szinetár György – Behár György: Fogad 3-5-ig... Gézuka
- Szinetár György – Behár György – Szenes Iván: Susmus... Drávai
- Huszka Jenő: Mária főhadnagy... Zwickli Tóbiás
- Gyárfás Endre: Márkus mester visszatér... Mormota
- Fésűs Éva – Gebora György: A csodálatos nyúlcipő... Szürkeapu
- Csapó György: Álkulcsok komédiája... István
- Schönthan testvérek – Kellér Dezső – Horváth Jenő – Szenes Iván: A szabin nők elrablása ... Raposa Bogdán

## Filmek, tv
- A tűz balladája (1972)
- Makra (1974)
- Felelet (1975)
- Utánam, srácok! (1975)
- A királylány zsámolya (1976)
- A közös bűn (1978)
- Utolsó alkalom (1981)

## Díjai, elismerései
- Miniszteri Dicséret (1974)